# Tractatus logico-philosophicus
Vous lisez un « bon article » labellisé en 2007.
 (janvier 2024).
Le Tractatus logico-philosophicus est une œuvre de Ludwig Wittgenstein, d'abord publiée en allemand, sous le titre Logisch-Philosophische Abhandlung en 1921, puis en anglais un an plus tard avec le titre latin actuel, sur les suggestions de George Edward Moore. Avec Investigations philosophiques, ce texte est l’une des pièces majeures de la philosophie de Wittgenstein ; il est inspiré par un logicisme anti-psychologiste, une position que Wittgenstein abandonne par la suite.
Ouvrage court (environ 70 pages), le Tractatus a donné lieu à de nombreuses interprétations, parfois difficilement conciliables. Alors que la signification mystique de ce texte est pour Wittgenstein éthique et esthétique, la plupart des lectures ont mis en avant son intérêt en logique et en philosophie du langage. Ce n'est que récemment que des études qui lui sont consacrées ont commencé à considérer l'aspect mystique de l'œuvre comme central.
Ludwig Wittgenstein tente d’étendre son travail des fondements de la logique à l’essence du monde. Ce texte est considéré comme l’un des livres de philosophie les plus importants du XXe siècle, et a eu une influence majeure sur le positivisme logique et sur la philosophie analytique. Avec Bertrand Russell, il fait du jeune Wittgenstein l'un des tenants de l'atomisme logique. La distinction entre « vide de sens » (Sinnlos) et « absurde » (Unsinnig) eut une influence majeure sur la théorie vérificationniste du Cercle de Vienne.

## Rédaction
La rédaction du Tractatus s'étend sur plusieurs années. Certains passages sont achevés ou presque dès 1914 (Carnets 1914-1916). La version définitive du texte est précédée par un Proto-Tractatus, très proche du texte final, mais qui sera encore modifié par la suite. La rédaction est terminée en 1918, alors que Wittgenstein est encore enrôlé dans l'armée autrichienne.

## Statut et structure
En dépit de son titre originel, Logisch-Philosophische Abhandlung (Traité logico-philosophique), le Tractatus ne se veut pas un ouvrage d’enseignement. Le livre ne contient donc pas de thèses proprement dites selon son auteur. Cet aspect non doctrinal explique en partie le caractère globalement non argumentatif de l'œuvre : Wittgenstein énonce nombre de ses aphorismes sans présenter ni arguments ni exemples. Les pensées qu’il exprime ne pouvant peut-être être comprises que par quelqu’un qui les a déjà pensées lui-même, argumenter n'est pas le plus essentiel.
L'ouvrage est composé de sept aphorismes principaux, ordonnés du moins au plus important. Chaque aphorisme, le dernier mis à part, est suivi de remarques le concernant. La numérotation de ces remarques peut être déconcertante à première vue : ainsi l'aphorisme 2 est suivi de 2.01 puis de 2.1, de même l'aphorisme 3 est suivi de 3.001, 3.01… 3.03, 3.031, etc. Cette numérotation reprend en fait la logique mathématique de la proximité numérique pour indiquer le degré de la remarque effectuée relativement à l'aphorisme ou à la remarque qui la précède elle-même : ainsi 3.001 est plus proche de 3 que 3.01: une interprétation possible est que 3.001 indique une relation ténue de type définition conceptuelle des termes de l'aphorisme, alors que 3.01 indique les implications immédiates de l'aphorisme, 3.1 élargit le champ de compréhension de l'aphorisme…
On peut dégager la structure du livre ainsi :
- Les sections 1. et 2. traitent de questions d'« ontologie ». Elles présentent la métaphysique du Tractatus.
  - 1. porte sur le monde.
  - 2. porte sur la nature des faits.
- Les sections 3. à 6. concernent l'image du monde.
  - 3. développe la notion d'image.
  - 4. expose la philosophie du langage et la conception de la philosophie de Wittgenstein.
  - 5. et 6. présentent une « théorie » de la logique et de sa nature.
- La dernière proposition, 7., évoque l'aspect indicible du contenu du Tractatus.

Contre la structure du livre réel, on peut aussi concevoir un autre plan de l'ouvrage en s'appuyant sur un propos de Wittgenstein :

« Mon livre consiste en deux parties : celle ici présentée, plus ce que je n’ai pas écrit. Et c’est précisément cette seconde partie qui est la partie importante. Mon livre trace pour ainsi dire de l’intérieur les limites de la sphère de l’éthique, et je suis convaincu que c’est la SEULE façon rigoureuse de tracer ces limites. En bref, je crois que là où tant d’autres aujourd’hui pérorent, je me suis arrangé pour tout mettre bien à sa place en me taisant là-dessus. »

On pourrait donc considérer le plan du livre comme s’articulant autour de la distinction partie écrite-partie non écrite.

## Objectif du livre
Le Tractatus Logico-philosophicus est un ouvrage sur le sens. Il s'agit de tracer les limites du sens, de séparer ce qui peut être dit et ce qui ne peut pas l'être. Une sorte de Critique de la raison pure version langagière si l’on veut être caricatural. Tout ne peut en effet être dit de façon sensée, il y a pour Wittgenstein une limite à l'expression des pensées. L'auteur ne soutient pas qu'il y a des pensées en elles-mêmes dépourvues de sens, mais plutôt que toutes les pensées ne sont pas exprimables. L'ouvrage vise donc à établir les critères qui font qu'un discours a un sens, à déterminer ce qu'on peut dire et ce qu'il faut taire. Le verdict de Wittgenstein est net : le domaine de ce qui peut être dit et celui du sens se recoupent, essayer d'exprimer l'indicible dans la langue n'amène qu'à un discours insensé. Le Tractatus est donc un ouvrage de délimitation : Wittgenstein y expose les critères du sens et dans quels cas ces critères ne sont pas remplis.
Cette démarcation n'est cependant pas une dévalorisation de l'indicible. Wittgenstein reconnaît l'importance de l'ineffable, mais c'est en le reconnaissant comme tel qu'on le « met à sa place ». Pour donner son importance réelle à l’indicible, il faut le comprendre comme tel et ne pas tenter de le communiquer dans la langue. On peut reprendre ainsi la formule de l’avant-propos pour résumer parfaitement le livre :

« On pourra résumer en quelque sorte tout le sens du livre en ces termes : tout ce qui proprement peut être dit peut être dit clairement, et sur ce dont on ne peut parler, il faut garder le silence. »

— Ludwig Wittgenstein

## Les aphorismes
Les 7 aphorismes centraux de l'ouvrage sont :1. Le monde est tout ce qui a lieu. : Die Welt ist alles, was der Fall ist.
2. Ce qui a lieu, le fait, est l'existence d'états de chose. : Was der Fall ist, die Tatsache, ist das Bestehen von Sachverhalten.
3. L'image logique des faits est la pensée. : Das logische Bild der Tatsache ist der Gedanke.
4. La pensée est la proposition pourvue de sens. : Der Gedanke ist der sinnvolle Satz.
5. La proposition est une fonction de vérité des propositions élémentaires. : Der Satz ist eine Wahrheitsfunktion der Elementarsätze.
6. La forme générale de la fonction de vérité est, :
{\displaystyle [{\bar {p}},{\bar {\xi }},N({\bar {\xi }})]}. C'est la forme générale de la proposition. : Die allgemeine Form der Wahrheitsfunktion ist: {\displaystyle [{\bar {p}},{\bar {\xi }},N({\bar {\xi }})]}. Dies ist die allgemeine Form des Satzes.
7. Sur ce dont on ne peut parler, il faut garder le silence. : Wovon man nicht sprechen kann, darüber muß man schweigen.

## «Ontologie»
Le livre s'ouvre sur une série d'aphorismes traitant de questions d'ontologie. Ces propositions ne se voulant pas être des thèses, parler d’une « ontologie » wittgensteinienne n’est pas adéquat dans la perspective de l’auteur, et nous mettons donc ontologie entre guillemets. C'est pourtant bien une ontologie que présente le début de l'ouvrage.

### Fait
L'une des notions les plus importantes du Tractatus Logico-philosophicus est la notion de fait. Elle intervient dès la seconde proposition (1.1).

« 1.1. Le monde est la totalité des faits, non des choses »

« 1.2. Le monde se décompose en faits. »

Le monde n'est pas un ensemble de choses : des arbres, des personnes, des villes, des avions, etc. ; le monde est composé de faits, comme « Wikipédia est une encyclopédie », « Jules aime Julie », « Wikipédia n'est pas un genre musical » par exemple. On voit ici l'aspect atomiste de la philosophie de Wittgenstein, le monde est un composé d'éléments simples (les objets), et par analyse on aboutit à ces éléments. Contrairement à Russell, Wittgenstein considère que c'est le fait, et non l'objet, qui est l'élément logique fondamental du monde.
Le fait est défini comme « ce qui est le cas », qu'on peut aussi traduire « ce qui arrive » ou « ce qui a lieu ». Il répond à un critère d'indépendance : « une chose peut être ou non le cas sans que cela influe sur le reste de ce qui existe » (1.21).

#### Fait et objet
Bien qu'il soit l'unité de base pour Wittgenstein, le fait est lui-même composé d'objets. Mais cette composition est théorique : l'objet n'existe que dans un fait, il n'est pas possible d'y accéder autrement. C'est parce que l'objet ne peut pas être considéré en dehors d'un fait que c'est le fait — et non l'objet — qui est l'élément de base que choisit Wittgenstein.
On ne peut connaître directement « Jules » ou « Julie » dans l'exemple ci-dessus. Ces deux objets sont abstraits à partir des faits. L'objet « Jules » ne se profile que via des faits tels que « Jules est brun », « Jules aime Julie », etc.
Wittgenstein distingue deux types d'objets :
- Les particuliers
- Les propriétés et relations

Par exemple « Wikipédia » est un particulier, et «... est une encyclopédie » est une propriété. Le fait « Wikipédia est une encyclopédie » se compose donc de deux objets : un particulier et une propriété. Pour « Jules aime Julie » on a deux particuliers, et la relation d'aimer, soit trois objets. L'ontologie de Wittgenstein est donc fortement liée à une conception logique, les deux types d'objets qu’elle propose correspondent à deux types de composants logiques : les fonctions et leurs arguments.
Cette théorie atomiste pose toutefois un problème : si le fait se décompose en objets, alors certains faits auront la même composition. « Jules aime Julie » a les mêmes composants que « Julie aime Jules ». Contrairement à Russell, qui admet qu'il y a un composant supplémentaire dans le fait qui permet de différencier ces deux propositions, Wittgenstein soutient qu'il n'y a pas de différence de contenu. Il défend l'idée que les faits ont une structure, et que c'est cette structure qui permet de les distinguer. Cette structure n'est cependant pas elle-même un composant du fait.
Soit « R », « a », et « b » les composants de deux faits différents « aRb » et « bRa ». Russell analyse ainsi :
C1(R, a, b)
C2(R, a, b)
C'est l'élément C qui différencie « aRb » de « bRa ». Dans un cas la composition est C1 dans l'autre C2, la différence est bien contenue dans le fait comme un élément supplémentaire. C'est précisément à cette solution que Wittgenstein s'oppose en affirmant que les faits sont structurés.

#### Fait et état de choses
Selon Wittgenstein les objets sont connectés entre eux de façon déterminée. Wittgenstein nomme une connexion d'objet « fait » (Tatsache) ou « état de choses » (Sachverhalt). La distinction entre Tatsache et Sachverhalt n'est cependant pas aisée à établir, et a posé de nombreux problèmes aux commentateurs du Tractatus.
Deux interprétations ont été proposées :
1. Le fait est ce qui est complexe ; l'état de choses est ce qui est simple.
2. Le fait est ce qui est réel ; l'état de choses est ce qui est possible.

##### (1) Complexe et simple
La première interprétation est celle de Russell dans la préface du Tractatus, elle a aussi été endossée par d'autres critiques. Elle s'appuie sur certaines propositions comme :

« 4.2211 Même si le monde est infiniment complexe, de telle sorte que chaque fait consiste en une infinité d'états de choses et que chaque état de chose soit composé d'une infinité d'objets, il faudrait quand même qu'il y ait des objets et des états de choses »

Ou encore sur une lettre à Russell dans les Carnets 1914-1916 :

« Quelle est la différence entre Tatsache [=fait] et Sachverhalt [=état de choses] ? ». Un Sachverhalt est ce qui correspond à un Elementarsatz [=proposition atomique], si elle est vraie. Une Tatsache est ce qui correspond au produit logique de propositions élémentaires quand ce produit est vrai. La raison pour laquelle j’introduis la Tatsache avant le Sachverhalt demanderait une longue explication. »

Il faudrait donc comprendre la différence entre Tatsache et Sachverhalt comme une différence du complexe au simple. Cette interprétation justifie qu'on traduise Sachverhalt par « fait atomique ». Le Sachverhalt n'est qu'un fait plus simple. On a alors trois niveaux : le fait, qui se décompose en faits atomiques, qui se décomposent eux-mêmes en objets.

##### (2) Réel et possible
La seconde interprétation propose quant à elle de considérer que la Tatsache est un Sachverhalt qui existe, qui "est le cas". Elle se fonde sur d'autres propositions :

« 1.1. Le monde est la totalité des faits, non des choses »

« 2.04. La totalité des états de choses existants est le monde »

« 4.21 La proposition la plus simple, la proposition élémentaire, affirme l'existence d'un état de choses »

Un Sachverhalt deviendrait donc une Tatsache lorsqu'elle serait le cas. Il n'y aurait pas différence entre les deux l'existence mise à part. Ce serait le fait d'être réel (exister) ou non qui trancherait le statut de la connexion d'objet. Une connexion d'objet possible est alors une Sachverhalt et une connexion réelle une Tatsache.
Le Tractatus présente donc des aphorismes allant dans le sens des deux interprétations. Brian McGuinness, l'un des deux traducteurs de la version anglaise du Tractatus, propose une version intéressante de la seconde interprétation qui résoudrait la difficulté. Selon lui les faits ne sont pas composés d'états de choses au sens où les états de choses feraient partie du fait. Les états de choses sont présupposés par les faits comme des possibilités d'actualisation. Le fait est un état de choses qui se réalise, un possible qui devient réel.

« Un fait (réel par définition) présuppose qu'une ou plusieurs possibilités ont été réalisées. Ceci à son tour n'est concevable que s'il nous est possible de saisir ces potentialités indépendamment de leur réalisation. En d'autres termes, nous ne pouvons affirmer un fait quelconque que si nous avons accès à une réserve de possibilités que nous saisissons mentalement. »

C'est de cette façon que le Tractatus est aujourd'hui interprété[réf. nécessaire]. La première interprétation, qui relève du début de l'intérêt pour le livre, pose en effet certaines difficultés. Si le fait est réellement composé d'état de choses il perd son caractère de simplicité : il ne devrait donc plus être l'atome logique du monde, rôle dès lors dévolu à l'état de choses. C'est donc la seconde interprétation qui est désormais privilégiée.

#### Fait positif et fait négatif
Wittgenstein semble distinguer deux types de faits, les faits positifs et les faits négatifs.

« 2. Ce qui est le cas, le fait, est l'existence d'état de choses. »

« 2.06 L'existence des états de choses et leur non existence est la réalité. (L'existence des états de choses et leur non existence nous les nommons respectivement aussi fait positif et fait négatif.) »

Là encore le Tractatus présente une ambiguïté. On pourrait penser que Wittgenstein opère une division réelle entre deux types de faits :
- des faits positifs, comme « Le Tractatus est un livre »
- des faits négatifs, comme « Le Tractatus n'est pas une banane »

Le fait positif correspondrait à une expression logique type "Pa" ; le fait négatif à une expression comme « ¬Pa ».
Cette position n'est cependant pas celle de l'auteur du Tractatus. Wittgenstein refuse que la négation (¬) ait un corrélat dans la réalité. Le signe « ¬ » ne correspond à rien dans le réel. Si c'était le cas, il faudrait admettre que les propositions « Pa » et « ¬¬Pa » ne sont pas équivalentes. La première expression contient en effet deux signes de moins que la seconde. Si ces signes ont un corrélat dans le monde, les deux propositions ne représentent pas la même chose. Cependant pour Wittgenstein les propositions « Pa » et « ¬¬Pa » ont bien le même contenu représentatif.
Il faut comprendre que pour lui « Pa », « ¬Pa », et « ¬¬Pa » renvoient au même état de choses. Il n'y a qu'un seul état de choses, dont ces propositions affirment ou nient la réalisation. « Pa » et « ¬¬Pa » affirment la réalisation de "Pa", « ¬Pa » affirme la non réalisation de « Pa ». La différence entre fait positif et négatif est donc une question de langage, c'est uniquement dans le langage qu'elle s'opère. Il n'y a donc pas à proprement parler de faits négatifs.

### Objet
Avec le concept de fait et d'état de choses, le concept d'objet est l'un des piliers de l'ontologie du Tractatus. Contrairement au fait, l'objet ne fait pas partie du monde. Il est postulé mais ne peut jamais être atteint réellement.

#### Objet et fait
Selon Wittgenstein, le fait est l'élément le plus simple auquel l'analyse peut aboutir. Cependant le fait est défini comme une connexion d'objets, c’est-à-dire comme un complexe composé de parties plus simples, les objets. Il n'y a pas là de contradiction. Le fait est ce qui est le plus simple réellement, l'objet est ce qui est théoriquement le plus simple.
Le résidu d'une analyse du monde est un ensemble de faits, mais les faits supposent les objets qui les constituent. Wittgenstein est donc amené à postuler les objets. S'il y a du complexe, il doit y avoir du simple. L'analyse doit avoir une fin, elle ne peut pas régresser à l'infini. On voit là encore se manifester l'atomisme de l'auteur.
L'objet est donc simple, mais l'on ne peut le considérer dans sa simplicité. L'objet est toujours connecté à d'autres objets, il ne peut s'appréhender qu'au sein d'une telle connexion. C'est en cela que le fait est bien l'élément réellement le plus simple : l'objet est simple, mais on ne peut y accéder directement, on ne peut que l'abstraire à partir de faits.

#### Forme de l'objet
Wittgenstein affirme que les objets possèdent une forme. Elle consiste en leur possibilité d'occurrence dans des états de choses (2.0141). Autrement dit, un objet ne peut pas être en connexion avec n'importe quel autre. Il ne peut apparaître que dans certaines connexions, avec certains autres objets. Cette forme est inhérente aux objets : la possibilité de combiner l'objet avec tels autres est déjà inscrite dans l'objet.
Si on connaît un objet, on sait dans quels états de choses il peut apparaître et dans lesquels il ne le peut pas. Savoir ce qu'est un crayon, revient à savoir qu'on peut écrire avec, qu'il peut être taillé, qu'un crayon peut avoir plusieurs couleurs, etc.
Cette connaissance des états de choses dans lesquels un objet peut prendre place se manifeste dans l'utilisation des noms. Quand on sait utiliser le mot « crayon », c'est qu'on connaît les propositions dans lequel on peut le trouver — ce qui revient à connaître les états de choses dans lesquels l'objet « crayon » peut être rencontré.

#### Objet et nom
Wittgenstein établit en effet un parallèle entre le monde et le langage. Les propositions représentent les faits, et les noms les objets. Dans cette perspective il peut soutenir que l'objet est la signification du nom. L'objet est ce à quoi renvoie le nom.
Le rôle de l'objet est crucial pour la détermination du sens : une proposition dont les noms ne renvoient pas à des objets est considérée par Wittgenstein comme une pseudo-proposition, elle n'a pas de sens.
L'idée que le nom signifie l'objet n'est cependant pas à comprendre comme la position réelle de Wittgenstein : ni l'objet, ni le nom ne peuvent être appréhendés directement. En conséquence ce n'est que théoriquement que « le nom signifie l'objet » (3.203). La signification d'un nom est en fait l'usage de ce nom, les propositions dans lesquelles il peut se trouver. « Si un signe n'a pas d'usage, il n'a pas de signification » lit-on à l'aphorisme 3.328.

#### Objet et substance
« 2.021 Les objets constituent la substance du monde. »

La substance est définie comme ce qui subsiste indépendamment de ce qui est le cas (2.024). Quels que soient les états de choses réalisés, la substance reste la même. Tous les mondes possibles ont donc en commun leurs objets.
La postulation de la substance est primordiale pour le Tractatus. Wittgenstein y défend une conception de la vérité comme correspondance qui suppose qu'on puisse comparer la proposition au fait. S'il n'y a pas de substance, on ne peut pas comparer la proposition à la réalité, la valeur de vérité de la proposition dépend alors du système de propositions dans lequel elle se trouve (2.0211).
La substance n'est donc pas postulée gratuitement : elle a un rôle central dans l'ouvrage. Sans la substance, c'est la possibilité même du sens qui s'évanouit. Sans objet auquel réfère le nom, le nom n'a plus de signification, il n'a plus de sens. Et c'est alors le projet même de délimiter les frontières du sens et du non sens qui s'écroule : le Tractatus ne peut donc faire l'économie de ce postulat.

#### Nature des particuliers
Nous avons mentionné plus haut deux types d'objets : les particuliers et les propriétés/relations. Nous avons alors donné des exemples de particuliers : « Wikipédia », « Jules », etc. Ces exemples ne sont néanmoins pas littéralement des particuliers tels que les entend Wittgenstein. Ils n'ont donc été donnés que dans un but pédagogique.
L'objet étant simple, et les états de choses mutuellement indépendants, les particuliers ne peuvent correspondre qu'à des éléments précis. Si un objet est dans un état de choses de sorte qu'on puisse tirer une conséquence de cet état de choses concernant le reste des états de choses, alors ce n'est pas un particulier.
Par exemple, un point spatial ne peut être un particulier. Si un point est situé dans l'espace, il n'est pas situé ailleurs dans l'espace : on peut déduire de sa situation des éléments concernant d'autres états de choses. De même pour les points situés dans le temps. Tout ce qui est spatio-temporel ne peut donc pas être un particulier wittgensteinien.
Le Tractatus ne développe pas à quoi pourrait correspondre un particulier. Cette question n'a pas d'intérêt dans la perspective du livre. Deux interprétations existent cependant : on pourrait penser que les particuliers sont les points massifs de la physique, ou les points du champ perceptif. Dans les deux cas on a des éléments qui possèdent des propriétés sans qu'on puisse déduire de ces propriétés quoi que ce soit sur le reste du monde.

## Théorie de l'image
Pour Wittgenstein une image est caractérisée par ce qu'elle représente. Cette capacité à représenter suppose un point commun entre l'image et ce qu'elle figure, ce point commun sera la forme. Si une image est image de quelque chose, c'est parce qu'il y a une identité de forme entre les deux parties. Il y a isomorphie entre le représentant et le représenté.
Cette isomorphie ne doit pas être prise en un sens « concret » : avoir la même forme ne signifie pas ressembler. Ce qui permet de dire que deux choses ont la même forme c'est qu'on puisse établir une correspondance entre chacun des éléments de ces deux choses. Il faut qu'il y ait une corrélation bi-univoque entre l'image et ce dont elle est image : à chaque élément de l'image doit correspondre un seul élément dans le représenté.
Une proposition « Rab » est l'image d'un fait "Rab" si tous les composants de la proposition ont un corrélat dans le fait. Le signe « R » correspond à "R", le signe « a » à "a", et ainsi de suite.
Pour Wittgenstein, les images font partie du monde, ce sont elles-mêmes des faits. Une illustration simple de cette idée peut être donnée en pensant à une photographie ou à une carte topographique. Les photographies et les cartes sont dans le monde, et ce sont bien des images au sens wittgensteinien : on peut établir une correspondance point à point avec la carte d'une ville et la ville réelle.
Selon le Tractatus, la possibilité de représenter tient dans l'identité de forme. Cependant cette forme n'est pas représentable. On ne peut pas produire d'image de ce qui permet à une image de représenter. Si c'était le cas la forme aurait elle-même une forme, ce que Wittgenstein refuse.

## Philosophie du langage

### Le langage comme image
Comparée à la conception du langage qu'a développée plus tard Wittgenstein, celle du Tractatus apparaît plus pauvre. Le langage vise à représenter le monde, à en donner une image. Il est comparé au réel, avec lequel il partage sa forme.
Il y a donc un parallèle strict entre réel et langage. Ce qui vaut pour le fait et l'objet vaut également pour leurs représentants dans le langage : la proposition et le nom. La proposition est l'élément le plus simple du langage, elle possède une structure et se compose de noms. Le nom ne peut être considéré indépendamment d'une proposition et ne peut s'insérer dans tous les contextes.
On retrouve le caractère combinatoire déjà présent : comme différentes combinaisons d'objets permettent d'obtenir différents faits, les différentes combinaisons de noms donnent différentes propositions.
Essentiellement image, le langage est donc uniquement considéré par rapport à la proposition (4.001). Les fonctions pragmatiques du langage sont totalement occultées, ce qui n'est pas représentation n'est pas pris en compte. Par contraste, le Wittgenstein postérieur s'intéressera bien plus à la pragmatique linguistique abandonnant ainsi la conception « représentationaliste » du Tractatus.

### Signe et symbole
Même si son lexique est parfois imprécis, Wittgenstein distingue le signe du symbole. Le signe est l'élément matériel du symbole. Des symboles différents peuvent correspondre à un même signe, et un même symbole peut correspondre à plusieurs signes.
Le fait que dans une langue naturelle le même signe puisse être rattaché à des symboles très différents est à l'origine de confusions philosophiques. L'intérêt de la logique est alors de dissiper ces méprises. Le signe « est » ne correspond pas aux mêmes symboles dans « Socrate est », « Socrate est le maître de Platon », et « Socrate est un philosophe ». La première expression exprime l'existence d'un individu, la seconde l'identité entre deux signes, et la troisième la possession d'une propriété par un individu. Chacune de ces propositions a donc une forme logique différente qui est masquée par la langue.

« la langue déguise la pensée. Et de telle manière que l'on ne peut, d'après la forme extérieure du vêtement, découvrir la forme de la pensée qu'il habille (4.002) »

Cette idée rappelle la philosophie de Russell et évoque sa théorie des descriptions définies. Il y aurait une certaine méfiance envers le langage qu'il partagerait avec Wittgenstein. La position de Wittgenstein est cependant plus complexe. Contrairement à Russell, son ami n'a aucune volonté de réformer les langues naturelles au profit de la logique. C'est uniquement l'usage philosophique de la langue qu'il critique.

### Les différents types de propositions
Le Tractatus cherche à déterminer les limites de ce qui peut se dire de façon sensée. Wittgenstein différencie donc les propositions sensées des propositions qui ne le sont pas.
Il distingue trois types d'énoncés :
- Les propositions sensées, ou pourvues de sens (sinnvoll)
- Les propositions insensées, ou dépourvues de sens (unsinnig)
- Les propositions hors du sens, ou vides de sens (sinnlos)

Seule la première catégorie inclut des « propositions » strictement dites. Les deux autres catégories ne comprennent que des « pseudo-propositions ». Pour Wittgenstein une proposition authentique a un sens, si elle n'en a pas ce n'est pas une « proposition ».

#### Conditions du sens

##### Signification et usage
Les critères que pose Wittgenstein pour dire qu'une expression ait un sens sont très stricts. Une expression possède un sens si ses composants possèdent une signification. Toute expression où les termes ne réfèrent pas se trouve donc exclue du sensé : cela concerne la métaphysique, mais aussi tous les énoncés de fiction. Selon le Tractatus, une phrase comme « Ulysse fut déposé sur le sol d'Ithaque dans un profond sommeil » n'a aucun sens : le signe « Ulysse » ne dénote rien.
On a cependant vu que les signes ne pouvaient être considérés hors des propositions : ce critère du non sens a donc une autre formulation. Une expression est insensée lorsqu'elle fait un usage incorrect des signes. Si un signe est utilisé dans un contexte où il ne peut pas apparaître (en vertu de sa forme), l'expression est dépourvue de sens. « Pierre mange un nombre premier » est insensée : le terme « nombre premier » ne peut se combiner de cette façon avec « mange ».
La théorie de Wittgenstein est toutefois subtile. « Un verre d'eau boit Pierre » n'est pas douée de sens, mais « un verre d'eau », « boit » et « Pierre » peuvent être en relation. « Pierre boit un verre d'eau » est une proposition sensée : ce qui compte est la façon dont se combinent les signes. Même si certains ne peuvent jamais entrer en connexion, pour d'autres il suffit que la connexion obéisse à certaines contraintes pour que l'énoncé ait du sens.

##### Vérifiabilité
Pour le Wittgenstein du Tractatus les propositions sensées répondent à un critère de vérifiabilité. Il ne s'agit pas là de la possibilité effective de vérifier un énoncé ou de la connaissance d'une méthode qui permettrait de le vérifier. Vérifiabilité a ici un sens faible. Une proposition a un sens si on peut concevoir qu'elle soit vérifiée : il n'y a même pas besoin de disposer des conditions d'une vérification théorique.

#### Vide de sens et non-sens
Les énoncés qui ne sont pas sensés sont des pseudo-énoncés, mais être un pseudo-énoncé n'est pas équivalent à être insensé. De façon assez surprenante, le Tractatus ne fait pas coïncider « ce qui n'est pas sensé » avec « ce qui est insensé » ; lorsqu'une expression n'a pas de sens elle n'est pas forcément un non-sens.
Wittgenstein établit une différence entre les pseudo-propositions :
- unsinnig, qui sont dans le non-sens, insensées.
- sinnlos, qui ne sont même pas dans le domaine du sens.

Les deux catégories correspondent à des éléments très différents, mais la traduction peut parfois induire en erreur. Granger, par exemple, traduit unsinnig « dépourvu de sens » et sinnlos « vide de sens ». Ces deux expressions peuvent être proches en français, alors que les notions d'unsinnig et sinnlos que définit Wittgenstein ne se recoupent pas du tout.

##### Vide de sens
Cette section fait intervenir des notions logiques précises : pour plus de détails vous pouvez vous référer à Calcul des propositions. 
Les propositions vides de sens, ou hors du sens, sont des propositions formelles. Elles n'ont aucun contenu et ne prétendent pas donner d'information. Wittgenstein pense aux expressions de la logique et des mathématiques.
Ces « propositions » ne portent pas sur le réel, ce qu'elles expriment est plutôt la forme de notre pensée. {\displaystyle A\rightarrow A} ne dit rien de ce qui existe : dans tous les mondes possibles l'expression est vraie. C'est une tautologie logique : sa table de vérité ne donne que la valeur « vrai » (ou 1).
Le statut que le Tractatus confère à ces énoncés est très original. En réalité les tautologies ne sont pas littéralement « vraies ». Pour qu'une proposition soit vraie il faut qu'un fait lui corresponde. La proposition vraie situe le monde réel dans l'ensemble des mondes possibles : si "Rab" est un fait, la proposition qui affirme que « Rab » distingue le fait (réalisé) des états de choses qui n'ont pas été réalisés. Elle indique quelque chose quant à ce qui est le cas et ce qui ne l'est pas.
Au contraire les tautologies remplissent l'ensemble de l'espace logique sans distinction. Elles ne disent rien sur ce qui est le cas ou non, puisqu'elles disent que quelque chose est toujours le cas. Ce qu'elles expriment est nécessaire. Wittgenstein les exclut donc du domaine du sens. Lorsque je sais que « 2 + 2 = 4 » je ne fais que reconnaître la forme de ma pensée. Il n'y a là aucune information sur le monde qui soit transmise. Mais ce que dit Wittgenstein implique qu'il en soit de même pour des expressions plus complexes : « 2 + 185 462 − 3 =  20 000 + 165 461 » n'est pas plus informatif que « A = A ».
Wittgenstein résout ainsi la question de la connaissance des objets logiques par l'absurde. Il n'y a pas de connaissance logique : il n'y a de connaissance que du contingent. Ce qui est nécessaire n'a pas le même statut, on ne le « connaît » pas.
Ce diagnostic vaut évidemment aussi pour les contradictions. « Fausses » dans toutes les situations, elles sont l'envers des tautologies et sont considérées de la même façon qu'elles.

##### Non-sens
Ce que Wittgenstein appelle non-sens recouvre un grand nombre de propositions hétéroclites. Nous avons vu que les propositions de la métaphysique et de la fiction sont insensées, mais celles de l'éthique et de l'esthétique le sont de même. La distinction entre dicible et indicible prend ici toute son importance. Les propositions vides de sens sont indicibles, mais elles ne posent pas de problèmes : elles n’ont aucune prétention informative. Il en va différemment des propositions du non-sens. Ce sont des énoncés qui croient dire des choses sur le réel alors même qu'ils ne le font pas, et surtout qu'ils ne le peuvent pas. Les critères du sens posés par le Tractatus rejettent tout énoncé qui ne décrit pas des faits du domaine du sens.
Le non-sens ne s'identifie pourtant pas à l'absurde. Ce n'est pas parce qu'une proposition est insensée que ce dont elle tente de parler est sans importance. Au contraire, ce dont tentent de parler certaines pseudo-propositions est crucial : l'erreur réside uniquement dans la tentative de l'exprimer dans la langue. Le Tractatus laisse donc se dessiner différentes catégories au sein des pseudo-propositions insensées.
On pourra trouver parmi elles les énoncés métaphysiques, absurdes, mais aussi les énoncés éthiques et esthétiques, qui jouissent d'un statut très particulier. Le cas des énoncés philosophiques sera abordé à part, mais il est clair que la philosophie ne produit elle aussi que des pseudo-propositions.
Le Tractatus Logico-philosophicus est souvent mentionné pour son aspect anti-métaphysique. Wittgenstein y critique en effet la métaphysique comme étant absurde. La métaphysique ne peut pas remplir les conditions du sens. Elle fait usage des termes sans signification (« le premier principe », « absolu » par exemple). Mais elle utilise aussi des mots courants dans des usages qui ne sont pas possibles. Elle réutilise des mots du langage ordinaire sans leur redonner une signification convenant à leur nouveau contexte d'usage. Elle brise ainsi la condition fondamentale du discours sensé.
Comme la philosophie, elle tombe dans les pièges du langage ordinaire et est aveugle à la structure réelle de la pensée. Elle s'attache à la grammaire naturelle et ne voit pas la grammaire logique des mots. Elle confond signe et symbole et aboutit à des absurdités.
À l'opposé, éthique et esthétique sont valorisées par Wittgenstein. Bien que ces domaines soient uniquement abordés à la fin de l'ouvrage dans quelques propositions, ils n'en sont pas moins dignes d'intérêt. Le Tractatus les rapproche de la logique. Comme elle, éthique et esthétique sont conditions du monde : pas plus qu'on ne peut concevoir un monde sans logique, on ne peut concevoir un monde sans éthique et esthétique. En cela éthique et esthétique sont transcendantales (6.13, 6.421). Le fait qu'on ne puisse parler de ces choses ne leur enlève donc aucune importance.

## Conception de la philosophie
Principalement exposée dans les aphorismes 4.003 à 4.116, la conception de la philosophie du Tractatus fait partie des éléments qui en seront les plus influents. Proposant à la fois une nouvelle vision de la discipline et une critique de la philosophie antérieure, Wittgenstein établit la philosophie comme une activité directement liée au langage et au sens.

### Science et philosophie
La philosophie est pour Wittgenstein clairement distincte de la science. Ce n'est ni la méthode ni la précision qui fondent cette distinction : la philosophie et la science n'ont tout simplement pas le même objet. La science vise à produire des descriptions vraies du monde, elle a pour objet le réel. La philosophie n'a pas pour objet le réel, elle ne parle pas du monde ni ne vise à le faire. « Il est clair que pour Wittgenstein, la prise de conscience de l'hétérogénéité totale de la philosophie par rapport aux sciences est elle-même un des buts principaux de la recherche philosophique et la méconnaissance de la distinction une des sources principales des difficultés du philosophe » analyse Jacques Bouveresse.
La philosophie ne produit donc aucune proposition vraie. Contrairement à la science, qui produit des théories, la philosophie se présente comme une activité. Une théorie est un ensemble de propositions, et c'est précisément ce que la philosophie n'est pas. La philosophie produit des éclaircissements sur des propositions, pas de nouvelles propositions. Il n'y a pas de propositions « philosophiques » comme il peut y avoir des propositions « scientifiques ». La philosophie a un rôle second, elle revient sur les propositions d'autres disciplines. Wittgenstein refusant l'idée d'un méta-langage, les énoncés de la philosophie ne sont pas des méta-énoncés, ils sont uniquement des pseudo-propositions. La philosophie est donc condamnée à ne produire que des non-sens.

### Philosophie comme activité
Wittgenstein conçoit la philosophie de telle sorte qu’elle est une activité de clarification logique des pensées. La philosophie dévoile la forme logique des énoncés derrière leur expression en langue naturelle. Elle permet donc de démasquer les pseudo-propositions en montrant que leurs termes ne sont pas utilisés conformément à la forme des mots ou en mettant en lumière l'absence de signification des noms. Elle est bien une « critique du langage » (4.0031).
Cette activité de critique ne s'opère cependant pas sur tous les usages de la langue. Wittgenstein ne considère pas que le langage ordinaire soit fautif. Au contraire « toutes les propositions de notre langue usuelle sont en fait, telles qu'elles sont, ordonnées de façon logiquement parfaite » (5.5563). Là où l'auteur du Tractatus condamnera les erreurs et les non-sens c'est dans le discours philosophique et métaphysique.
La philosophie met en évidence ce que nous avons toujours eu sous les yeux et que pour cette raison on ne voit pas. En ce sens, la conception de la philosophie telle que la présente le jeune Wittgenstein est en accord avec celle qu'il défendra dans ses Recherches Philosophiques où il écrira que: « La philosophie se contente de placer toute chose devant nous, sans rien expliquer ni déduire. – Comme tout est là, offert à la vue, il n'y a rien à expliquer » (§126).

### Critique de la philosophie
La conception de la philosophie de Wittgenstein lui sert notamment à dénoncer la philosophie telle qu'elle a été pratiquée avant lui. Les philosophes font un usage inapproprié du langage, ils n'énoncent que des propositions insensées et utilisent des termes sans référent. Pire, ils se trompent sur la nature de ce qu'ils font : ils croient parler du réel alors que ce n'est pas le cas. La philosophie se prend alors pour une théorie, une science.
Le statut de la philosophie que défend Wittgenstein n'est quant à lui pas explicitement défini. La philosophie de Wittgenstein rejoint la mauvaise philosophie en ce qu'elle ne parle pas non plus du réel. Si le Tractatus ne s'illusionne pas sur le statut de ce qu'il dit, il viole néanmoins les conditions du sens qu'il a lui-même posées. L'avant dernière proposition du Tractatus évoque cet apparent paradoxe en expliquant que l'ouvrage est constitué "d'éclaircissements" que le lecteur reconnaîtra progressivement comme dépourvus de sens et qu'il devra dépasser pour "voir correctement le Monde."

### Sens et philosophie
La philosophie ne se limite pas à mettre en lumière les non-sens, elle est surtout l'activité qui délimite sens et non-sens. C'est elle qui détermine ce qui, au sein du pensable, peut être dit. Elle a donc un rôle crucial dans la perspective du Tractatus. Elle pose les conditions du discours sensé et du discours insensé. Son utilité après cela n'est néanmoins pas fixée. La philosophie pourrait soit s'arrêter la démarcation réalisée, soit continuer en ayant un rôle régulateur. La critique du langage pourrait donc être opérée une fois pour toutes dans la délimitation des critères du sens, ou être en permanence renouvelée par l'analyse effective du langage par rapport aux critères posés.

## L'éthique et le mystique
La réflexion sur l'éthique est l'un des axes de lecture du Tractatus, et pour Christiane Chauviré elle est inséparable de l'ontologie, de la philosophie de la logique et du langage, et des autres réflexions sur la métaphysique ou les valeurs ainsi que du « statut paradoxal [du] texte qui s'annule lui-même dans son avant-dernière proposition ». C'est d'ailleurs cette lecture globale qui a été retenue par Cora Diamond suivie par Jacques Bouveresse.

## Influence duTractatus

### Dans la philosophie
En dépit de son caractère parfois énigmatique, le Tractatus a eu un succès considérable auprès de certains courants. Russell le qualifie d'« événement » important : 

« La Tractatus logico-philosophicus de M. Wittgenstein, qu’il se révèle ou non comme donnant la vérité définitive sur les sujets dont il traite, mérite certainement, par son ampleur et sa portée et sa profondeur, d’être considéré comme événement important dans le monde philosophique. »

— Bertrand Russell.
Il a notamment retenu l'attention des membres du Cercle de Vienne, et tout particulièrement de Rudolf Carnap et de Moritz Schlick. Les néopositivistes iront jusqu'à prendre pour emblème la phrase de Wittgenstein selon laquelle « Tout ce qui se laisse dire se laisse dire clairement ». Ils effacent néanmoins la seconde partie de l'énoncé : « sur ce dont on ne peut parler, il faut garder le silence ». Contrairement à Wittgenstein, les empiristes logiques ne considèrent pas qu'il y ait quoi que ce soit à taire, il n'y a pas chez eux de dimension mystique.
Bien que légèrement différente, la conception de la philosophie qu'assument les membres du Cercle doit beaucoup au Tractatus. La philosophie n'est pas une science, elle ne parle pas du monde mais du langage sur le monde, sa vocation est de clarifier le discours de la science. La méthode de la philosophie sera pour eux aussi liée au langage : l'analyse du langage et des concepts de la science vont permettre la clarification recherchée.
L'influence de Wittgenstein est néanmoins à tempérer selon les membres et ne se manifeste pas de la même façon chez tous. Elle est très forte chez Carnap, via sa conception des énoncés, et la possibilité de comparer les énoncés au réel ; mais plus difficilement décelable chez Neurath, pour qui les propositions ne se comparent qu'à des propositions.
Quoi qu'il en soit de son héritage théorique, Wittgenstein a joué un rôle particulier pour le Cercle de Vienne. Une étude ligne à ligne du Tractatus sera réalisée par le groupe au cours des années 1920, et Wittgenstein participera même à certaines réunions du Cercle. Il voulait surtout rencontrer certains des membres (Schlick, Carnap, Waisman). Il refusa souvent de discuter philosophie, et insistait pour réciter de la poésie, la chaise tournée vers le mur. Wittgenstein rompit par la suite ses relations avec le Cercle car il en était venu à croire que Carnap avait utilisé quelques-unes de ses idées sans sa permission.

### Dans la littérature contemporaine
L'écrivaine québécoise Nicole Brossard fait une référence explicite à la théorie de Wittgenstein par le titre et le contenu de son essai/fiction Picture Theory. Elle reprend l'idée du sens et du non-sens littéraire par le langage et fait également référence à l'idée d'hologramme comme nouveau modèle pictural pour la femme, dont l'image peut être vue sous différents angles.
Le titre et la structure du Tractatus a inspiré des poètes. En 2006, l'écrivain Jean-Michel Espitallier publie un livre intitulé Tractatus logo mecanicus. En 2021 le philosophe, écrivain et dessinateur Emmanuel Fournier a intitulé l'un de ses livres Tractatus infinitivo-poeticus. Fournier y déploie l'écriture poétique et philosophique dite « infinitive » qu'il avait inaugurée en 1992 dans Croire devoir penser. Le titre est également une référence au Tractatus theologico-politicus de Spinoza, comme l'auteur le précise dans la « Note sur le titre » qui introduit l'ouvrage. Il se structure en six parties titrées, elle-même subdivisées en six sous-parties (parfois titrés), toutes numérotées.

## Rupture et continuité
Le Tractatus devait résoudre définitivement les problèmes dont il traitait et amener à délaisser la philosophie. Wittgenstein revint cependant à la philosophie en 1929, après sept années de silence.
Après son retour, Wittgenstein abandonne une partie des thèses présentées dans son premier ouvrage. Le changement est réel, mais il y a toutefois une continuité entre le Wittgenstein du Tractatus et le Wittgenstein postérieur. De son Tractatus logico-philosophicus, Wittgenstein rejette alors quatre « thèses » majeures :
- L’atomisme logique : les énoncés élémentaires sont indépendants les uns les autres.
- L’extensionalité : La valeur de vérité d’une proposition dépend de la valeur de vérité des propositions qui la composent.
- Le langage a pour rôle de représenter le monde.
- La logique est le seul langage parfait.

La rupture avec son premier livre s'incarne encore dans les nouvelles idées de Wittgenstein. N'ayant pas ici pour but d'exposer la philosophie tardive de Wittgenstein, nous ne mentionnerons de ces pensées que ce qui peut être mis en lien direct avec le Tractatus.
- La philosophie ne doit pas s'occuper d'un langage idéal, elle doit s'intéresser au langage ordinaire.
- La méthode de la philosophie n'a rien à voir avec la science, la philosophie n'établit pas de lois. Elle est une « phénoménologie » (au sens non husserlien).
- Changement de méthode : alors que le Tractatus ne donnait quasiment aucun exemple, la philosophie qui lui succède usera abondamment d'exemples.
- La signification du nom n'est pas l'objet. La signification réside dans l'usage sémantique[27].

La philosophie qui suit le Tractatus a donc un objet et une méthode différente de ce dernier : elle ne met plus en avant la logique et se détache d'une méthode d'analyse exacte trop héritée de l'atomisme logique. Elle reste pourtant une philosophie du sens, thème omniprésent chez Wittgenstein. Si les ruptures sont réelles et marquantes, les souligner à outrance serait erroné : l'idée d'une opposition totale entre les deux périodes est un mythe que Wittgenstein lui-même a forgé. On voit ci-dessus que la méthode change, mais que la conception de la philosophie reste, elle, proche de ce que décrivait l’aphorisme 4.111 : « La philosophie n'est pas une science de la nature. » La notion d'usage n'apparaît pas non plus ex nihilo : le Tractatus s'intéressait à l'usage syntaxique, le tournant sur ce point réside dans l'orientation sémantique.

## Traductions

### Françaises
Le Tractatus logico-philosophicus a connu plusieurs traductions en français.
La première est celle de Pierre Klossowski. Parue en 1961, elle est aujourd'hui tenue pour défectueuse en raison d'une mauvaise compréhension du texte. Ainsi Klossowski traduit Sachverhalt par « fait atomique », ce qui donne à penser que le Sachverhalt est simple, par opposition au Tatsache (« fait »), qui serait complexe. Les défauts d'une telle interprétation ont été mentionnés plus haut. Par ailleurs le terme Bild est rendu par « tableau », traduction assez trompeuse, puisque Wittgenstein parle d'image au sens mathématique.
Une seconde traduction, due à Gilles-Gaston Granger, a été publiée en 1972. Bien qu'elle soit considérée comme nettement plus exacte que la précédente, il lui est pourtant parfois reproché [réf. nécessaire] de restituer bestehen par « subsistance » et non par « existence ». Or, dans le texte, bestehen ne désigne pas l'existence empirique mais plutôt l'existence dans un espace logique.
En 2021, une troisième traduction a vu le jour aux éditions Flammarion réalisée par Sabine Plaud et Christiane Chauviré, sous la direction de Sandra Laugier. Cette édition est née d'une volonté de proposer au public francophone un appareil critique et scientifique de ce texte majeur du XXe siècle. En effet, si le texte de Wittgenstein proprement dit occupe la majeure partie de l'ouvrage, une large part est toutefois consacrée à son établissement critique : longue introduction, abondantes notes, glossaire, table des symboles etc.
En dehors de ces deux traductions disponibles dans le commerce, deux autres ont été entreprises.
Avant même 1961, Pierre Hadot s'était attelé à la traduction du Tractatus. La parution de celle de Klossowski lui fit abandonner le projet de terminer et de publier son travail. On sait toutefois que sa traduction aurait pu être supérieure à celle de Granger : avant ce dernier, Hadot parlait déjà d'« état de choses » pour rendre Sachverhalt.
Une autre traduction française est mentionnée et citée dans l'Introduction au Tractatus logico-philosophicus de Mathieu Marion (2004). Œuvre de François Latraverse, elle ne semble pas avoir été éditée ; on peut en lire des extraits dans l'ouvrage de Marion.

### Anglaises
Les deux traductions anglaises du Tractatus méritent, elles aussi, d'être mentionnées.
Celle par C. K. Odgen datant de 1922 est historiquement la première traduction de l'œuvre. Elle a été preparée avec l'aide de Frank P. Ramsey, G. E. Moore et Ludwig Wittgenstein lui-même. Elle souffre cependant de défauts communs à la traduction Klossowski puisqu'elle parle d'« atomic facts » (faits atomiques) pour restituer le problématique Sachverhalt. Dans l'édition Ogden le texte de Wittgenstein est précédé d'une préface de Bertrand Russell que Wittgenstein trouvait extrêmement mauvaise, au point de s'opposer à ce qu'elle soit publiée dans la version allemande. Dans une lettre à Russell du 6 mai 1920 il s'exprime ainsi :
« ton Introduction ne sera pas imprimée, et par conséquent il est vraisemblable que mon livre ne le sera pas non plus. Car lorsque j'ai eu devant les yeux la traduction allemande de l'Introduction, je n'ai pu me résoudre à la laisser imprimer avec mon livre. La finesse de ton style anglais s’était en effet, comme il est naturel, perdue dans la traduction, et ce qui restait n’était que superficialité et incompréhension. »
La préface de Russell se retrouvera cependant avec les éditions postérieures du Tractatus, tant en anglais que dans d'autres langues. Il est à noter cependant que l'édition Ogden est bilingue et présente le texte allemand en face de la traduction.
La seconde traduction anglaise est le fait de David Pears et Brian McGuinness. Elle est publiée en 1961. Elle introduit le terme de « state of affairs » (état de choses) pour restituer Sachverhalt et a le mérite d'être due à un des critiques les plus reconnus de Wittgenstein, Brian Mc Guinness.